# Batalla de Borsele
La batalla naval de Borsele, también conocida sencillamente como batalla de Borsele, tuvo lugar el 22 de abril de 1573 durante la Guerra de los Ochenta Años entre una flota española comandada por Sancho Dávila y una flota de los mendigos del mar al mando del almirante Worst.
La flota española navegó desde el puerto de Amberes para tratar de abastecer las ciudades de Middelburg y Arnemuiden, que estaba sitiadas por las tropas neerlandesas. Algunos barcos lograron alcanzar su objetivo, pero la mayor parte de los barcos españoles se vio obligada a regresar a Amberes.
- Datos: Q2259302